# Frühlatein

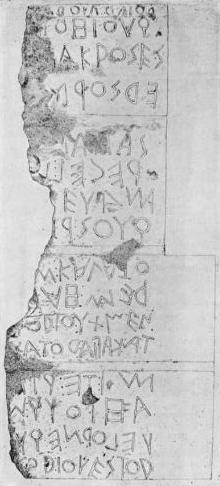
Abdruck eines Fragments der Inschrift auf dem Lapis Niger (6. oder 5. Jahrhundert v. Chr.)

Als Frühlatein bezeichnet man die früheste, nur durch wenige Inschriften belegte Phase des Lateinischen, die im 7./6. Jahrhundert v. Chr. begann und bis in die Mitte des 3. Jahrhunderts v. Chr. andauerte.

## Frühlateinische Inschriften
Auf der aus dem 7. Jahrhundert v. Chr. stammenden Fibula Praenestina ist zwar ein Text enthalten, dieser wurde jedoch lange Zeit von manchen Wissenschaftlern als Fälschung aus dem 19. Jahrhundert angesehen. Mittlerweile gelten die Zweifel an ihrer Echtheit jedoch als ausgeräumt.
Von dieser (und der Vetusia-Inschrift) abgesehen ist die Duenos-Inschrift auf einer Vase aus der ersten Hälfte des 6. Jahrhunderts v. Chr. der älteste heute bekannte frühlateinische Text.
Weitere frühlateinische Textzeugnisse:
- Der Lapis Satricanus
- Der Lapis Niger
- Das Zwölftafelgesetz (ca. 450 v. Chr., allerdings nicht im Original, sondern nur durch spätere, lautlich modernisierte Zitate bekannt)

## Weiterentwicklung
Dem Frühlateinischen folgt die altlateinische Phase, deren Anfang das älteste bekannte und nur in wenigen kleinen Fragmenten überlieferte literarische Werk in lateinischer Sprache markiert, die von Livius Andronicus gedichtete lateinische Übertragung der Odyssee mit dem Titel Odusia.